# Pyrrhia pryeri
Pyrrhia pryeri är en fjärilsart som beskrevs av John Henry Leech 1889. Pyrrhia pryeri ingår i släktet Pyrrhia och familjen nattflyn. Inga underarter finns listade.